# 西原清之
西原 清之（にしはら きよゆき、1930年-2019年）は日本の建築家、都市計画家（一級建築士、技術士）。東京大学の丹下健三研究室で大学院を修了、しばらくしてカナダに渡りトロント大学の講師を務めてから、ヨーロッパ中近東を経て帰国した。帰国後は西原研究所(Nishihara Planning Systems inc.)を設立し、建築設計監理を主な業務として活躍したが、先進事例の少なかった国営公園（400ha）、レクリエーション都市（1,200ha）などの余暇施設整備にも積極的に取り組んだ。また各省庁の大規模開発のF/S（フィジビリティスタディ）を作成するという未踏領域の開拓にもかかわるなど、ミニ・シンクタンク的役割も果たしてきた。　そして空間デザインにシステム工学的アプローチを導入した研究に成果を挙げるなど、AI（人工知能）によるデザイン・プロセスの論理化にも大きく貢献してきたが、その他にも多くのプロジェクトに関係し、多様な業績をあげている。しかし、デザインにシステム化を求める姿勢は一貫しており、決してぶれることがなかった。なお清家剛（東京大学建築学科准教授）は甥で、延広真治（東京大学名誉教授）は義弟。

## 略歴
- 1930年　東京都出身、文部省/朝日新聞主催の健康優良児童賞
- 1949年　旧制東京高等学校理科乙類修了/学制改革により新制大学1期生として東京大学に入学。
- 1953年　東京大学工学部建築学科卒業、レ－モンド建築設計事務所にて、聖アンセルモ教会などを担当。
- 1957年　東京大学大学院数物系研究科修士課程修了。
- 1960年　大学院修了後も丹下健三研究室に在籍し、倉敷市庁舎（現：倉敷市立美術館）などを担当。
- 1961年　環境開発センターにて、こどもの国 (横浜市)マスタープラン（100ha）の作成などを担当。一方で大本山増上寺をも手掛ける。
- 1963年　トロント大学建築学部講師[2]帰路ヨーロッパ中近東経由で帰国。ヨーロッパでは18ヶ国、3万キロを、6ヶ月かけてオートキャンプしながら都市、建築、余暇施設などを調査。
- 1965年　西原研究所を設立（NIRA シンクタンク年報に抄録される）/トータルメディア開発研究所の設立に参加し[3]、黒川紀章などと共にブレーンになる。
- 1974年　西オーストラリア　ピルバラ地方開発調査団に尾島俊雄などと共に参加。
- 1976年　TTIのミッションでヨーロッパ低層住宅視察団のコーディネーターを務める。[4]
- 1983年　朝倉小学校（横手市、コンペ当選）の設計で第4回東北建築作品賞/日本建築学会
- 1985年　千葉大学工学部建築学科客員教授（計画工学講座）、各省庁の専門委員、審議委員など
- 2001年　西原研究所 名誉会長

## 業績
西原の作品はそれほど多くはない。むしろシステム論の研究者、あるいは余暇地域整備のF/S（フィジビリティスタディ）の開拓者として、未踏領域に踏み込んだ新しい可能性を切り開いた活躍が評価されている。そのなかには、国営公園の基本計画の作成など、やや専門外であったものまで複雑に絡みあっているため、時系列だけで説明するのは難しい。そこで、次のような３つテーマに分けて整理した。

### 建築設計・都市計画系
大学卒業直後はアントニン・レーモンド（Antonin Raymond）に、そのあと大学院で丹下健三に師事するという、恵まれた環境で建築を学んでいる。しかし、この対照的な師たちの設計プロセスが、いずれも感覚的な試行錯誤の繰り返しであったことに、次第に疑問を持つようになった。その後研修生としてカナダに渡航し、修了後はトロント大学で講師を務めている。
当時のカナダでは異なる文化をもつ地域から来た建築家たちの間で、文化人類学的アプローチによる新しいデザインの可能性が活発に議論されていた。その論理性に注目した西原は、トロント大学で、「居住形式（pattern）の違いによるデザイン形（form）の類型」をテーマとするゼミに参加している。このときのレポートを帰国後に再編集したものが、「Patterns for living　Japanese　Houses」という本になった。これが西原の最初の本になったのだが、海外の大学生用の出版であったために英文版しかない。
文化人類学的な興味は、やがて更に論理的思考の強いシステム・デザインに進んでいく。結果として建築の作品から、きわだった造形的な特徴が消えて、空間の相互関係の重視、公共や私的な場所での行動の制御、屋内環境の自然および人工制御、最適化シミュレーションなどを重視する傾向が強くなり、やがて空間の全体をシステム・デザイン的に構成するに至る。建築作品は住宅団地から教育研修、スポーツ施設に至るまで、多方面にまたがっているが、サステナビリティ（環境にやさしい持続可能性）を重視した高品位な居住環境をめざした作品が多い。
- へミスフェア68日本館（1968）　St.Antonio　USA/JETRO
- 国際デンタル・アカデミー（1974）　渋谷/IDA
- 横手平鹿広域圏民体育館（1980）　横手市
- 朝倉小学校（1981）　横手市[8]
- 佐原市民センター（1982）　佐原市
- 健和ビル（1989）　荒川クリニック
- 城ヶ崎ヴィレッジ（1991）　伊豆/野村投信
- 小港団地（1992）　横浜市/住宅都市整備公団
- 東京臨港地区再整備構想(高山英華委員会）
- 瀬戸内海人工島計画のFSなど

### システム・デザイン・プログラム系
トロント大学在任中に受けたもう一つの出会いは、1964年に出版されたばかりの、クリストファー・アレグザンダー（Christopher Alexander）の本だった。難解な数学理論を駆使して、形（form）を操作する見事さに魅了されたが、西原は既に卒論で＜色彩と形の関係＞について専攻していたので、理解するのにあまり時間はかからなかった。形の操作はデザインとシステムとの関係の解明へと進み、やがて現代における建築が単なる箱（シェルター）ではなく、情報やエネルギー的供給を常に受けなくてはならない＜空間の制御装置＞であるという概念の形成に至る。そして空間は刺激応答系を内包し、限りなく自動化を目指しているとした。
これらの過程を整理したのが２冊目の本、「空間のシステム デザイン」となった。東京大学の丹下健三研究室出身者で、システム工学的アプローチを目指したのは、西原清之のほかにも山田学、月尾嘉男などがいたが、丹下健三研究室では少数派であった。
1967年になって、当時は東京大学助教授であった石井威望（現：東京大学名誉教授）と、丹下健三研究室の大学院生であった月尾嘉男（現：東京大学名誉教授）らとKAM-1号プロジェクトを完成させているが、その頃はコンピュータを使った空間のシミュレーションは珍しく、AIによる最先端を行く研究であったと云われている。詳細については前掲の著書の中で具体的に引用されている。
なお、1984年から千葉大学の＜計画工学＞講座で、システム工学的建築計画論を講義しているが、これはオリジナルに書きおろされたものであったのに、出版された記録はない。
- SH-1号プロジェクト（1958）　新制作派協会展/システム化住宅作品
- KAM-1号プロジェクト（1967）　大田区/JR蒲田駅前再開発
- M-1号プロジェクト（1970）　三菱化成/量産住宅の開発[15]
- 公団住宅のストック改良諸方策に関する研究（1977-1979）　住宅都市整備公団[16]
- カタログ方式による住宅供給に関する研究（1984）　住宅都市整備公団
- 既存住宅における内装部品装置の研究（1986-1992）　住宅都市整備公団+BL部品開発センター
- 大規模団地における建替え手法に関する研究（1990-1994）　住宅都市整備公団
- 千葉大学建築学科講義録（1985）　計画工学講座

### 余暇・レクリエーション・調査系
丹下研の先輩である浅田孝とこどもの国 (横浜市)のマスタープランを作成したが、その後のプロジェクトでは意見が合わなかったのか、一年足らずで浅田のもとを去りカナダに渡っている。カナダでは緊張感ある労働環境とは対照的に、変化に富んだ余暇を楽しむゆとりのある生活に衝撃を受け、わが国にも訪れるであろう余暇時代を予見し、帰路は６ヶ月を費やして、ヨーロッパ各国の余暇生活を直接体験するルートを選んでいる。
帰国後の1970～80年代は、高度成長期における国民的規模での余暇需要を先取りするかのように、官民あげてのレクリエーション開発ブームになっていたが、当時は余暇の概念すら不明確であったために、自然を対象とした新しいレクリエーション開発の方法論は未踏領域に近かった。各省庁はそれぞれの立場からこの問題に着手したが、縦割り行政の欠点が露呈するという状況であった。
これらに先行して西原は対象地域からの計画作成を受託していたが、未完成のまま廃棄せざるを得なかったプロジェクトも多かったため、蓄積された資料の散逸を恐れて編集し、レクリエーション都市に関する著書として出版した 。
公園緑地系で実現した中で最大のものとしては、国営ひたち海浜公園がある。この公園では従来の造園的公園の枠を超えて、新しいレクリエーション型公園のあり方が提案されているので、施設の陳腐化を防ぐための再整備が常時実施されている。　
- こどもの国 (横浜市)（1962）　厚生省/100ha
- 那須ハイランドパーク（1969）　藤和不動産/50ha[23]
- 大都市臨港地域における適地調査（1976-1981）　国土庁/東京都/住都公団/長銀/1,200ha[24]
- 国営ひたち海浜公園（1980～1983）　建設省/自然レクリエーション型国営公園/350ha
- 秋津運動公園　野球場・サッカー場（1984）　習志野市
- 日立カーニバル・タウン計画（1987）　伊勢甚JV
- マリン・コミュニティ・ポリス構想計画（1985-1991）　JOIA/260ha [25]
- 岡山南央沿岸域利用構想調査（1986-1992）　運輸省港湾局/沿岸技術開発センター[26]
- みなとみらい２１新港地区適地調査（1989-1992）　横浜市港湾局
- 寒川シティ・センターゾーン基本計画(1992) 　寒川町

## 西原研究所出身の建築家
- 堀江武之
- 枝松克己
- 山際認

## 文献

### 著書
- 『Patterns　for　Living / Japanese　House（英文）』　（1968）Nishihara　Kiyoyuki/日貿出版社
- 『空間のシステム・デザイン』　（1973）西原清之/彰国社
- 『レクリエーション都市』　（1974）西原清之/ダイヤモンド社

### 共著
- 『建築の設計』　（1971）彰国社編/彰国社
- 『低層集合住宅を考える』　（1978）都市住宅編集部編/鹿島出版会
- 『デザインの辞典』　（1988）三輪正弘ほか編/朝倉書店
- 『丹下健三を語る』　（2013）槇文彦/神谷宏治編/鹿島出版会
- 『丹下健三とKenzoTange』　（2013）豊川斎赫編/オーム社

### 論文/対談
- 『空間のシミュレーション』　（1966）雑誌　近代建築/近代建築社
- 『記号化とパターン認識の諸問題』　（1969）雑誌　建築文化/彰国社
- 『余暇について』　（1970/11）　対談/西原清之ｖｓ唐津一/放送朝日
- 『群像としての丹下研究室』　(2012) 豊川斎赫/オーム社

## 受賞
- 『第４回東北建築作品賞』　（1983）　日本建築学会